# Komlan Mally

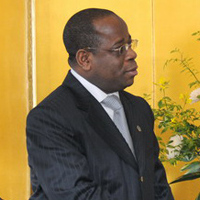
Komlan Mally, 2008

Komlan Mally (* 12. Dezember 1960 in Adiva, Präfektur Amou, Plateaux, Togo) ist ein Politiker in Togo (RPT = Rassemblement du peuple togolais) und war vom 6. Dezember 2007 bis zu seinem Rücktritt am 5. September 2008 Premierminister.
In der Regierung unter Yawovi Agboyibo war Mally von September 2006 bis Dezember 2007 Minister für Städteplanung; außerdem saß er ab 2007 als Abgeordneter in der Nationalversammlung. Nach seinem Rücktritt als Premierminister wurde er 2008 Gesundheitsminister unter seinem Nachfolger Gilbert Houngbo.